# Vossieuscelus limbatus
Vossieuscelus limbatus es una especie de coleóptero de la familia Attelabidae.

## Distribución geográfica
Habita en Brasil.